# Rörelsekultur

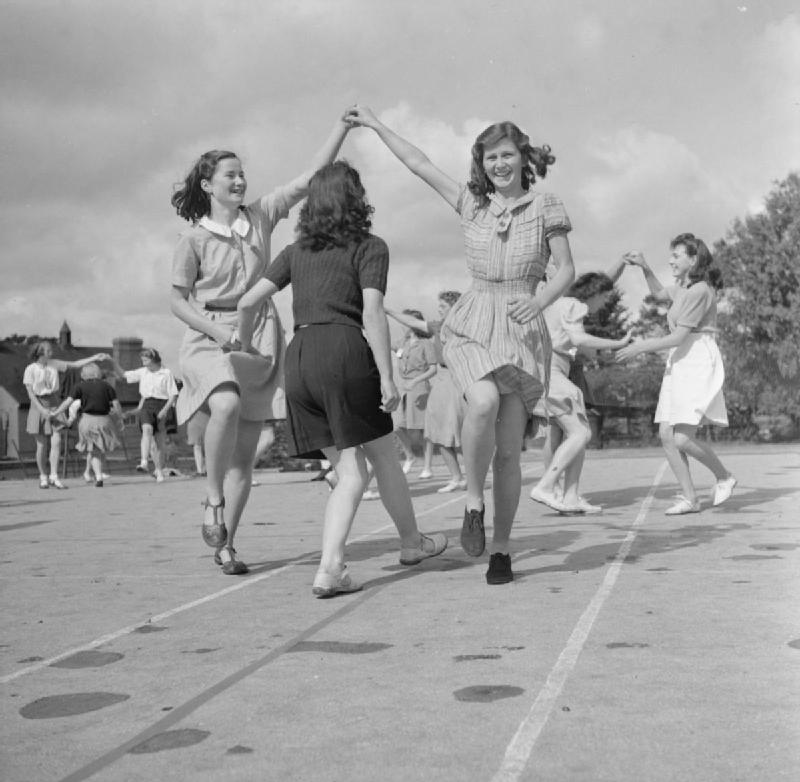
Dans som träning, Somerset, England, 1943.

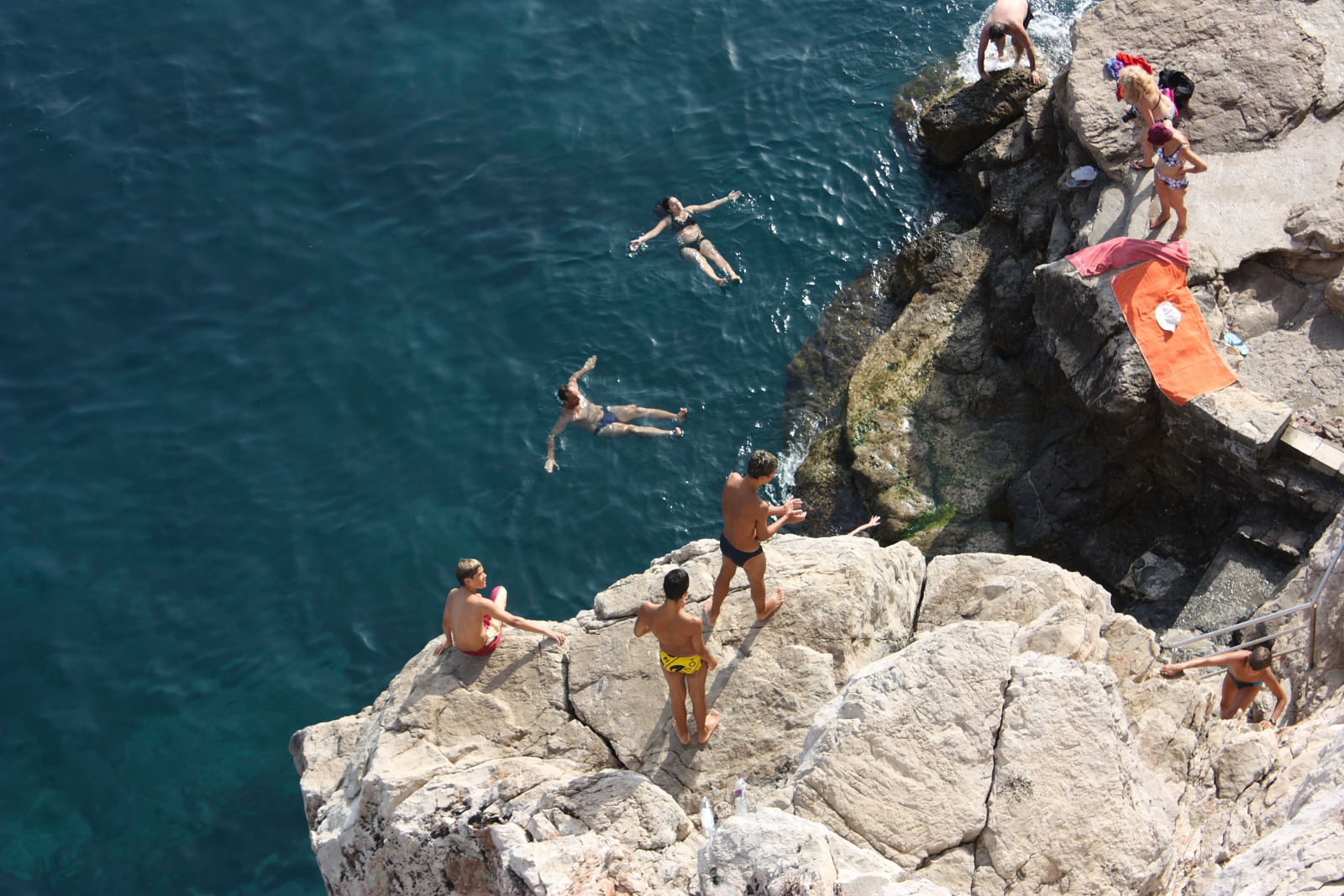
Dubrovnik, 2009.

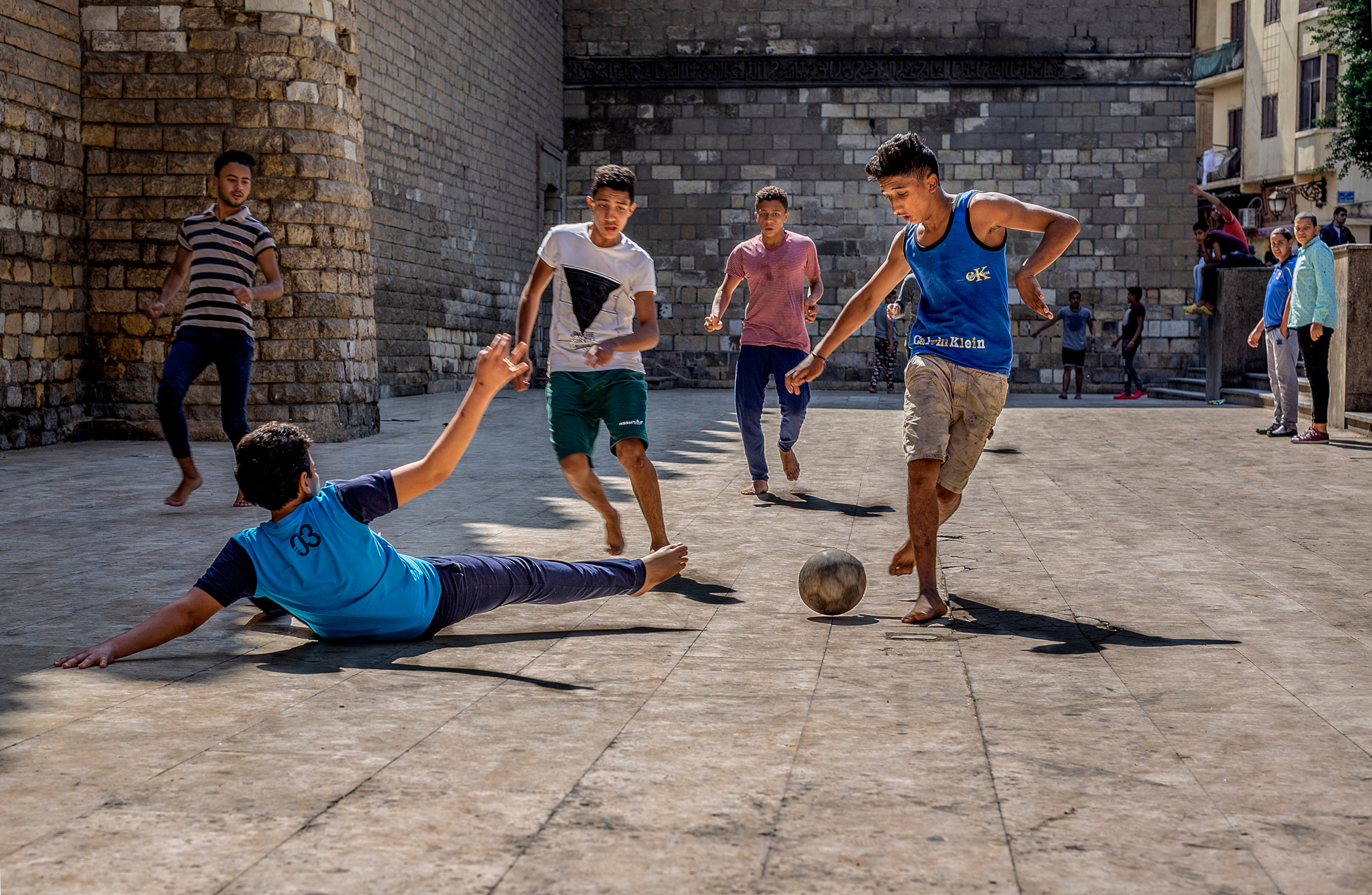
Street football i Egypten 2017.

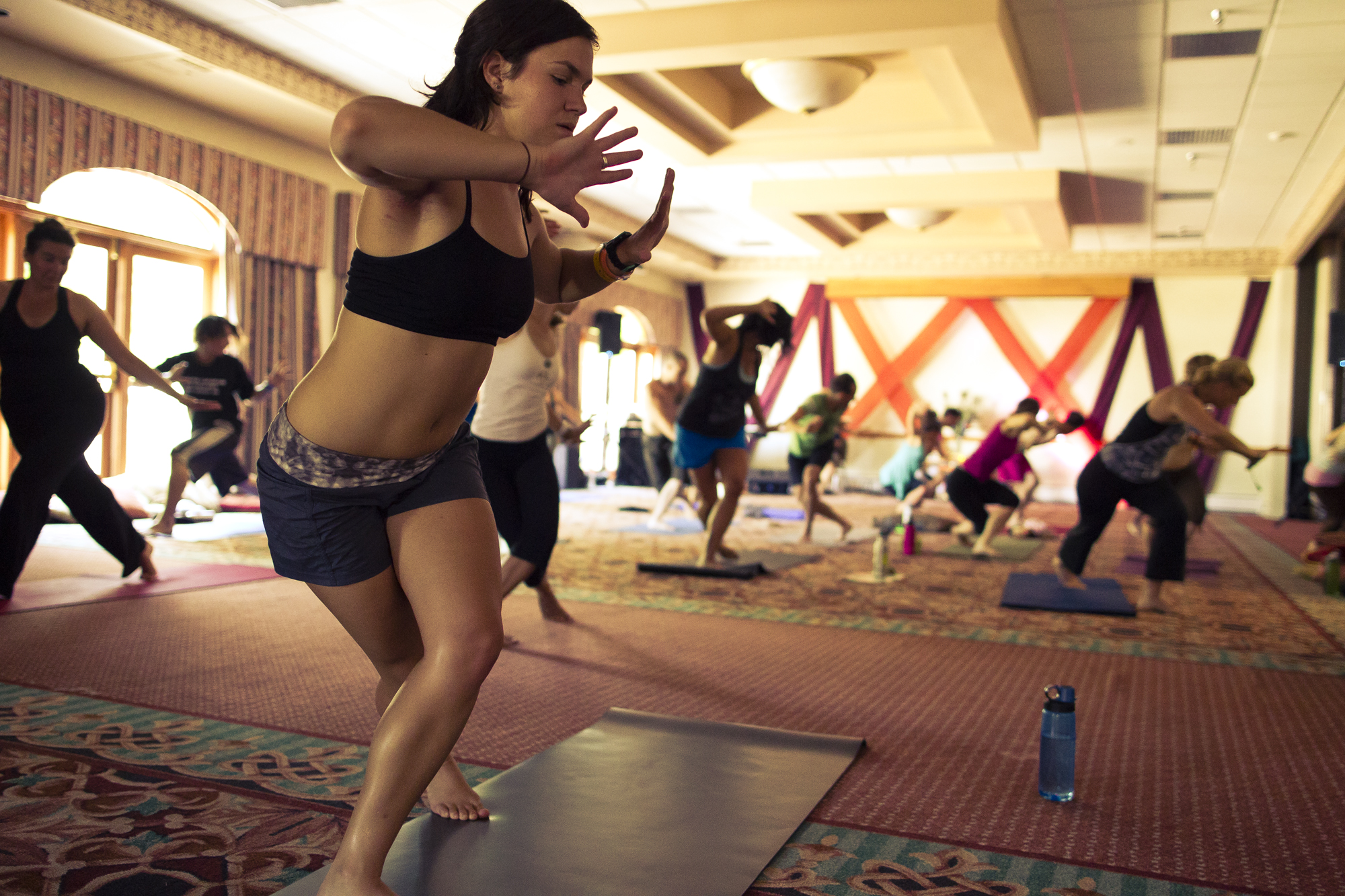
Yoga vid Wanderlust Festival, Vermont 2012.

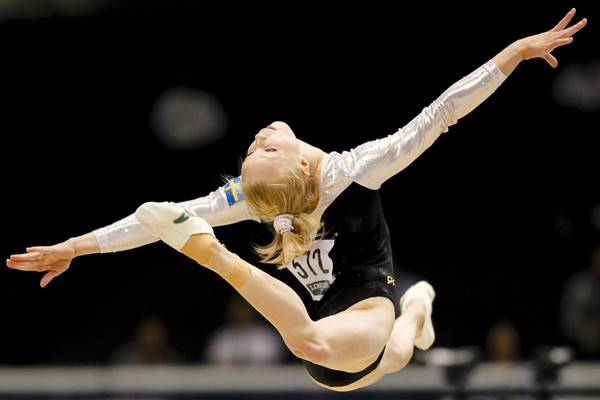
Gymnastik på elitnivå. Jonna Adlerteg, VM 2011.

Rörelsekultur är en övergripande term för rörelsekonst och kulturella kroppsaktiviteter. Begreppet har sedan 1980-talet, vid sidan av den äldre termen kroppskultur, fått ökad användning med avsikt att utveckla det fält som omfattar människors fysiska aktivitet och som inte nödvändigtvis, likt sport och idrott, avgränsas av en inriktning mot tävling och prestation. 
Begreppet rörelsekultur ger dessutom utrymme åt både yttre och inre rörelse. Kroppen är inte bara ett instrument med prestanda för att uppnå resultat. I stället står kroppsmedvetenhet och kroppsupplevelse i fokus: Först upplevelsen, därefter framgången. Självutveckling genom rörelse skiljer målen i rörelsekulturen från målen i tävlingsidrott och populäridrott.
Rörelsekultur omfattar bland annat sport, idrott, gymnastik, kampsport, träning, fitness med mera, men också lek, dans, balett, vandring, processioner, parader, ridkonst, friluftsliv, bad, naturism, akrobatik, pantomim, yoga, meditation, avspänning etc. Rörelsekultur bärs av människor från olika grupper eller sociala klasser av båda könen och har alltid funnits och fick stor uppmärksamhet i livsreformförelsen början av 1900-talet, bland annat under namnet ”kroppskultur”.
I bredare mening är rörelsekultur ett antropologiskt begrepp, för att beskriva och förstå kroppslig rörelse i en kulturell, social och samhällelig kontext. Fokus i studier ligger ofta på komparativ undersökning av rörelsekulturer i flertal. På så sätt används begreppet vanligtvis i idrottsforskning, exempelvis i den danska bokserien Bevægelsesstudier.
Enligt Katharina Fietze är rörelsekultur den praktiserade och organiserade rörelsen i kroppen som ett uttryck för social eller spirituell identitet. Det är en civiliserande condicio sine qua non. 
Rörelsekultur bygger på en iscensättning av kroppen som inte uppstår ur ett ekonomiskt behov utan har personlig och social betydelse. Det kan övas både med målet om social avgränsning och med målet om social integration. Den kan styras av rytm och musik, medan verbal kommunikation spelar en underordnad roll. Språket reduceras vanligtvis till det väsentliga eller ersätts av signaler.
Dessa kroppens manifestationer har kreativa, konkurrerande, underhållande, njutbara, men också meningsfulla, moraliska och estetiska värden. Rörelsekulturen kan ha helig karaktär och utföras som en föreställning eller förening (kommunion) med makterna, som var fallet i forna tider. Detta gäller även exempelvis asiatiska kampsporter med rötter i religiös miljö.